# Uno-X Hydrogen Development Team/Saison 2017
Dieser Artikel listet Erfolge und Fahrer des Radsportteams Uno-X Hydrogen Development Team in der Saison 2017 auf.

## Erfolge in der UCI Europe Tour
In den Rennen der UCI Europe Tour Saison 2017 der UCI Europe Tour gelangen die nachstehenden Erfolge.
| Datum    | Rennen     | Kat. | Sieger               |
| -------- | ---------- | ---- | -------------------- |
| 10. Juni | Fyen Rundt | 1.2  | Audun Brekke Fløtten |

## Mannschaft
| Teamkader 2017          | Teamkader 2017     | Teamkader 2017 | Teamkader 2017                |
| Name                    | Geburtsdatum       | Land           | Vorheriges Team               |
| ----------------------- | ------------------ | -------------- | ----------------------------- |
| Jonas Abrahamsen        | 20. September 1995 | Norwegen       | Ringeriks-Kraft (2016)        |
| Audun Fløtten           | 20. August 1990    | Norwegen       | Ringeriks-Kraft (2016)        |
| Sondre Kristiansen      | 2. Juni 1993       | Norwegen       |                               |
| Kristian Kulset         | 1. Oktober 1995    | Norwegen       | Ringeriks-Kraft (2016)        |
| Erik Nordsæter Resell   | 28. September 1996 | Norwegen       | Lillehammer Cykleklubb (2016) |
| Hans Kristian Rudland   | 16. April 1997     | Norwegen       |                               |
| Lars Saugstad           | 28. Mai 1997       | Norwegen       |                               |
| Torjus Sleen            | 30. März 1997      | Norwegen       | Lillehammer Cykleklubb (2016) |
| Torstein Træen          | 16. Juli 1995      | Norwegen       | Ringeriks-Kraft (2016)        |
| Sedrik Ullebø           | 21. April 1998     | Norwegen       |                               |
| Syver Wærsted           | 8. August 1996     | Norwegen       | Ringeriks-Kraft (2016)        |
|                         |                    |                |                               |
| Quelle: ProCyclingStats |                    |                |                               |